# BVG TF 06/29
Die Straßenbahnwagen des Typs TF 06/29 waren eine Serie von sechs Triebwagen, die 1906 von den Teltower Kreisbahnen beschafft wurden. Sie kamen zunächst auf dem Stahnsdorfer Betriebsteil zum Einsatz. 1929 wurden vier Wagen für den Betrieb auf der Spandau-West–Hennigsdorfer Kleinbahn hergerichtet.

## Entwicklung
Die Triebwagen wurden mit der Übernahme der Dampfstraßenbahn Groß-Lichterfelde–Seehof–Teltow–Stahnsdorf durch die Teltower Kreisbahnen und deren Elektrifizierung ab 1906 bestellt. Sie erhielten die Nummern 1–6 in Zweitbelegung, nachdem die Vorgängerfahrzeuge ein Jahr zuvor ausgemustert wurden. Die Auslieferung erfolgte ein Jahr später. Die Wagen hatten Endeinstiege mit geschlossenen Einstiegsplattformen. Die Stromabnahme erfolgte über die bei den Kreisbahnen üblichen Lyrabügel. Die Kapazität betrug 68 Plätze, davon waren 24 Sitzplätze.
1921 gelangten die Fahrzeuge mit den neuen Nummern 4315–4320 zur Berliner Straßenbahn. Im Zuge der Elektrifizierung der Kleinbahn Spandau–Hennigsdorf im Jahr 1929 wurden die Triebwagen 4317–4320 schließlich umgebaut. Da die Bahn zwischen Johannesstift und Nieder Neuendorf die Gleise der Bötzowbahn mit nutzte, mussten entsprechende Einrichtungen für den Betrieb auf Kleinbahnen nachgerüstet werden. Die Fahrzeuge erhielten Berliner Einheitsplattformen, jedoch mit verschließbaren Schiebetüren. Die Breite der Radreifen wurde auf 96 Millimeter erhöht und es wurden eine elektrische Rassel-Signalglocke sowie ein elektrisch betätigtes Signalhorn eingebaut. Für die Stromabnahme wurden anstelle der in Berlin üblichen Rollenstromabnehmer Scherenstromabnehmer eingebaut. Ferner mussten die Wagen ein vereinfachtes Schlusssignal in Form einer weiß umrandeten roten Scheibe nebst einem rot abgedeckten Scheinwerfer führen. Die baugleichen Triebwagen 4315 und 4316 erhielten hingegen keine Ausrüstung für den Einsatz auf der Linie 120 und behielten daher ihre Rollenstromabnehmer.
Die Wagen 4318–4320 wurden nach 1945 nicht mehr im Bestand aufgeführt. Die verbliebenen drei Triebwagen verblieben nach 1949 bei der BVG (West) und wurden dort 1950 aus dem Personenverkehr abgezogen. Wagen 4315 und 4316 wurden daraufhin zu den Arbeitswagen A291 und A292II hergerichtet und 1959 beziehungsweise 1958 ausgemustert. Triebwagen 4317 war 1953 im Betriebshof Spandau abgestellt und bis 1967 verschrottet.